# Eine Frau wie ein Fisch
Eine Frau wie ein Fisch (La truite, wörtlich „Die Forelle“) ist ein französischer Spielfilm aus dem Jahr 1982 und das vorletzte Werk des US-amerikanischen Filmregisseurs Joseph Losey. Das Drehbuch gründet auf dem gleichnamigen Roman (1964) des mit Losey befreundeten Roger Vailland. Losey wollte den Stoff schon nach dessen Veröffentlichung verfilmen, wofür ihm Brigitte Bardot für die Hauptrolle zur Verfügung gestanden hätte, doch zeigte damals kein Produzent Interesse.

## Handlung
Isabelle Huppert spielt Frédérique, eine junge Frau vom Land. Sie übt enorme Anziehungskraft auf wohlhabende und weltgewandte Männer aus, obwohl sie sich ihnen letztlich sexuell verweigert. Ihre Erlebnisse führen sie aus Frankreich bis nach Japan. 

## Kritik
Zoom beschrieb 1983 den Streifen als „ein gross angelegtes chemisches Experiment, das nur zum Teil funktioniert, obwohl man alle Voraussetzungen erfüllt und alle Vorschriften eingehalten hat. Wie ein Chemiker die Elemente bringt Losey seine Personen zusammen, schüttelt sie (geografisch) ein bisschen durcheinander und schaut, was passiert: Es passiert indes sehr wenig, und dieses Wenige hätte man auch mit einfacheren Mitteln erreichen können.“ Mit fast zwanzig Jahren Verspätung passe das Werk nicht mehr recht in die zeitgenössische Filmlandschaft. Bardot wäre die bessere Besetzung gewesen, hätte die Gestalt vielleicht als „kleines Luder“ gebracht. „Huppert gibt sie als Neurotikerin und unterdrückt dabei mit unheimlicher Konsequenz alles, was sie an natürlicher Ausstrahlung besitzt, so dass die Anziehungskraft, die sie gemäss Drehbuch auf die Männer und Frauen ihrer Umgebung ausüben muss, völlig unglaubwürdig wirkt.“ Auch das Lexikon des internationalen Films sprach von einem Experiment, das Beziehungen zu kühl analysiere, als dass der Film ergreifen könnte, und hielt Huppert für keine überzeugende Besetzung.